# Universidad Americana del Caribe

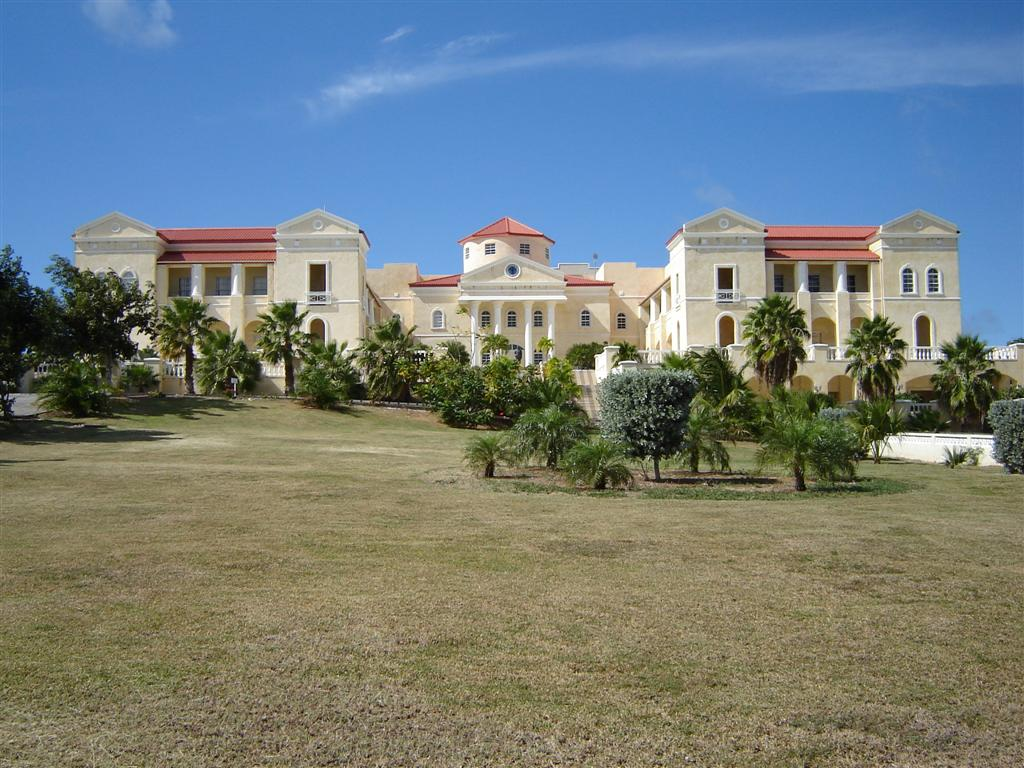
El campus de La Universidad Americana del Caribe en Sint Maarten.

La Universidad Americana del Caribe (American University of the Caribbean (AUC) en inglés) es una universidad privada de medicina en Sint Maarten, la parte holandesa de la isla de San Martín en el mar Caribe. Recibe una gran cantidad de estudiantes estadounidenses. La universidad ofrece un currículo estadounidense en medicina, y está acreditado por la ACCM (Accreditation Commission on Colleges of Medicine).

## Historia
La universidad fue fundada en 1978 en Montserrat. En 1995 el volcán Soufriere Hills entró en erupción y destruyó todo el campus, obligando a la universidad a evacuar Montserrat. En 1998, se construye un campus nuevo en San Martín, y hoy en día 350 estudiantes de medicina estudian aquí.

## Currículo
La universidad cuenta con alrededor de 700 estudiantes, 350 de los cuales se encuentran en el campus en San Martín. Los estudiantes comienzan sus estudios en la isla por cinco semestres (dos años), y después van a hospitales en los Estados Unidos, el Reino Unido, o Irlanda por dos años más.